# لی یه (اسکیت باز)
لی یه (انگلیسی: Li Ye؛ زادهٔ ۲۶ december ۱۹۸۳ (۴۱ سال)) ورزشکار اسکیت سرعت اهل چین است.
وی در مسابقات کشوری و بین‌المللی در مجموع برندهٔ ۳ مدال نقره، ۳ مدال برنز شده‌است.